# 2017년 동계 아시안 게임 크로스컨트리
제8회 동계 아시안 게임 크로스컨트리 경기는 2017년 2월 20일부터 2월 26일까지 삿포로시의 시라하타야마 오픈 스타디움에서 진행되었다.

## 메달 집계
| 순위 | 국가           | 금메달 | 은메달 | 동메달 | 합계 |
| ---- | -------------- | ------ | ------ | ------ | ---- |
| 1    | 일본           | 7      | 1      | 3      | 11   |
| 2    | 카자흐스탄     | 1      | 4      | 2      | 7    |
| 3    | 대한민국       | 1      | 3      | 3      | 7    |
| 4    | 중화인민공화국 | 1      | 2      | 2      | 5    |
| 합계 | 합계           | 10     | 10     | 10     | 30   |

## 메달리스트
| 종목                      | 금                                                                     | 은                                                                                       | 동                                             |
| ------------------------- | ---------------------------------------------------------------------- | ---------------------------------------------------------------------------------------- | ---------------------------------------------- |
| 남자 10km 클래식 자세히   | 아키라 렌팅 일본 (JPN)                                                 | 김마그너스 대한민국 (KOR)                                                                | 시미즈 고헤이 일본 (JPN)                       |
| 남자 15km 프리 자세히     | 리나트 무힌 카자흐스탄 (KAZ)                                           | 바바 나오토 일본 (JPN)                                                                   | 아키라 렌팅 일본 (JPN)                         |
| 남자 30km 프리 자세히     | 아키라 렌팅 일본 (JPN)                                                 | 세르게이 체레파노프 카자흐스탄 (KAZ)                                                     | 니콜라이 체보티코 카자흐스탄 (KAZ)             |
| 남자 4 x 10km 계주 자세히 | 일본 (JPN) 가시와바라 노부히토 시미즈 고헤이 바바 나오토 아키라 렌팅   | 카자흐스탄 (KAZ) 세르게이 체레파노프 예르도스 아흐마디예프 니콜라이 체보티코 리나트 무힌 | 대한민국 (KOR) 황준호 박성범 김민우 김마그너스 |
| 남자 스프린트 자세히      | 김마그너스 대한민국 (KOR)                                              | 쑨칭하이 중국 (CHN)                                                                      | 가시와바라 노부히토 일본 (JPN)                 |
| 여자 5km 클래식 자세히    | 고바야시 유키 일본 (JPN)                                               | 옐레나 콜로미나 카자흐스탄 (KAZ)                                                         | 리훙쉐 중국 (CHN)                              |
| 여자 10km 프리 자세히     | 고바야시 유키 일본 (JPN)                                               | 이채원 대한민국 (KOR)                                                                    | 옐레나 콜로미나 카자흐스탄 (KAZ)               |
| 여자 15km 프리 자세히     | 고바야시 유키 일본 (JPN)                                               | 이채원 대한민국 (KOR)                                                                    | 리훙쉐 중국 (CHN)                              |
| 여자 4 x 5km 계주 자세히  | 일본 (JPN) 미야자키 히카리 다키자와 고즈에 고바야시 유키 오바야시 지사 | 중화인민공화국 (CHN) 만단단 리신 치춘쉐 리훙쉐                                           | 대한민국 (KOR) 제상미 한다솜 주혜리 이채원     |
| 여자 스프린트 자세히      | 만단단 중국 (CHN)                                                      | 옐레나 콜로미나 카자흐스탄 (KAZ)                                                         | 주혜리 대한민국 (KOR)                          |

## 참가국
14개국, 72명의 선수들이 참가하였다. 오스트레일리아는 초청국 자격으로 경기에 참여하기 때문에 입상을 하여도 메달이 주어지지 않는다. 괄호 안은 참가 선수의 숫자이다.
- 네팔 (1)
- 레바논 (2)
- 대한민국 (10)
- 몽골 (6)
- 베트남 (3)
- 스리랑카 (3)
- 오스트레일리아 (3)
- 인도 (5)
- 일본 (8)
- 중화인민공화국 (11)
- 카자흐스탄 (12)
- 키르기스스탄 (2)
- 태국 (2)
- 파키스탄 (4)